# Affektive Störung
Die affektiven Störungen oder auch Affektstörungen (englisch affective disorders) sind eine Gruppe von psychischen Störungen. Ihr gemeinsames verbindendes Merkmal ist vor allem eine klinisch bedeutsame Veränderung der Stimmungslage.
Dabei können die Gemütsbewegungen (Affekte) in Richtung Depression gedrückt oder in Richtung Manie gesteigert sein. In diesem Zusammenhang wird der Begriff Affekt im Sinne von Grundstimmung gebraucht. Diese Stimmungsveränderung kann schnell einsetzen (akut), sich langsam entwickeln (chronisch) oder nur phasenweise (episodisch) auftreten.
Ebenso können gleichzeitig formale und inhaltliche Denkstörungen, kognitive Beeinträchtigungen und gelegentlich auch psychotisches Erleben vorkommen. Für die Diagnose werden verschiedene Aspekte mitbetrachtet, z. B. Antrieb, Spontaneität, Schlafbedürfnis, Appetit, sexuelles Interesse und das soziale Leben des Betroffenen.

## Begriff
Der Begriff affektive Störung wird in der 10. Ausgabe der Internationalen Klassifikation der Krankheiten (ICD-10) im Abschnitt F30-F39 verbindlich definiert.
In der Medizinischen Psychologie werden auch die sich in Affektinkontinenz und Objekt-Fixierung unterscheidenden Symptomenkomplexe von Wut, Zorn und Hass zu den Affektstörungen gerechnet.
Bei den hier diskutierten Erkrankungen handelt es sich jedoch streng genommen gar nicht um Störungen von Affekten (also „Gefühlswallungen“), sondern um Störungen der Gestimmtheit. Im englischsprachigen Raum wird daher meist von Mood Disorders (wörtlich übersetzt „Stimmungsstörungen“) gesprochen. Früher bezeichnete man die Erkrankungsgruppe als affektive Psychosen oder seltener als Gemütskrankheiten.

## Störungsbilder
Die Klassifikation der affektiven Störungen war im Laufe der Zeit vielen Änderungen unterworfen. Die folgende Darstellung orientiert sich an der Klassifikation in der ICD-10, die sich von der Einteilung im Diagnostic and Statistical Manual of Mental Disorders (DSM-5) unterscheidet.

### Depression
Eine übermäßig niedergeschlagene Stimmungslage mit Energielosigkeit ist für die Depression charakteristisch. Ihre Ausprägung kann leicht, mittelgradig oder schwer sein. Schwere Formen können ohne psychotische Symptome oder mit solchen auftreten.

### Manie
Die Manie ist durch übermäßige und der Situation nicht angemessene freudige Erregung oder auch Gereiztheit bei übersteigertem Aktivitätsniveau gekennzeichnet. Sie kann mit oder ohne psychotischen Symptomen auftreten. Eine schwächere Form der Manie wird als Hypomanie bezeichnet.

### Bipolare Störung
Zustände der Manie und der Depression können auch mehr oder minder regelmäßig abwechselnd auftreten, man spricht dann von einer bipolaren Störung (auch „affektive bipolare Störung“). Früher wurde die bipolare Störung auch als „manisch-depressive Erkrankung“ oder „Zyklothymie“ bezeichnet. Eine bipolare affektive Störung wird in der Diagnose über ihre aktuelle Episode spezifiziert. Auch gemischte Episoden werden hier berücksichtigt.
Die bipolaren Störungen werden häufig in Bipolar I und Bipolar II untergliedert. Als Bipolar I wird eine manische Episode bezeichnet, die von mindestens einer depressiven Episode gefolgt ist. Bipolar II beinhaltet eine depressive Episode, gefolgt von mindestens einer Hypomanie (leichtere Form der Manie). Im Kontrast zum DSM-IV findet sich im ICD-10 diese Gliederung nicht wieder. Bipolar II wird allerdings ausdrücklich unter „Sonstige bipolare affektive Störungen“ klassifiziert.

### Rezidivierende depressive Störung
Wenn depressive Episoden wiederholt auftreten, wird von einer rezidivierenden depressiven Störung gesprochen. Dabei schließt die ICD-10 manische Episoden in der Vorgeschichte aus. Diese fallen in den Bereich der bipolaren Störung. Rezidivierende depressive Störungen werden in der Diagnose ebenfalls nach dem Erscheinungsbild der gegenwärtigen Episode spezifiziert. Die aktuelle depressive Episode kann leicht, mittelgradig, schwer ohne psychotische Symptome, schwer mit psychotischen Symptomen oder remittiert (d. h. ohne depressive Symptome in den letzten Monaten) sein. Auch die saisonale depressive Störung ist hier klassifiziert.

### Anhaltende affektive Störungen
Eine chronisch (über mehrere Jahre hinweg) gedrückte Stimmungslage mit leichteren Schwankungen, die aber nicht das Ausmaß einer eigentlichen Depression erreicht, wird Dysthymie genannt. Die Zyklothymia (nicht zu verwechseln mit der oben genannten Zyklothymie) bezeichnet eine chronische Instabilität der Stimmung mit Phasen leichter Depression und Hypomanie. Alle Kriterien für das Vollbild einer Depression oder einer bipolaren Störung werden zu keinem Zeitpunkt erfüllt.

## Abgrenzung
Eine organische Ursache ist bei affektiven Störungen meistens nicht erkennbar, daher handelt es sich also um Erkrankungen mit inneren (endogene) oder unbekannten (idiopathischen) Ursachen.
Reaktive Depressionen und hirnorganische Beeinträchtigungen des Affekts sind ebenso von den endogenen affektiven Störungen zu unterscheiden. Gleiches gilt für reine Affektverflachungen, wie sie unter anderem bei der Schizophrenie oder bestimmten Formen der Demenz auftreten können. Im ICD-10 wird allerdings nicht mehr zwischen reaktiver und endogener Depression unterschieden und beide unter den affektiven Störungen zusammengefasst.